# Комунистичка партија Кине
Комунистичка партија Кине (кин: 中国共产党; пин: Zhōngguó Gòngchǎndǎng) је владајућа политичка странка у Народној Републици Кини. Иако уз њу формално постоји и Уједињени фронт, Комунистичка партија Кине је у стварности једина политичка партија у НР Кини. Владавина комунистичке партије је гарантована Уставом Народне Републике Кине. КП Кине је са преко 99 милиона чланова до 2024. године данас друга најмасовнија политичка партија у свету након Индијске народне партије.

## Историјат
Основана је јула 1921. године у Шангају. За време владавине Суена Јатсена, комунисти су сарађивали с владајућим Куоминтангом. Доласком Чанг Кај-шека на власт 1927. године, покренути су прогони комуниста. Исте године КП Кине је формирала сопствене оружане формације, Кинеску црвену армију.
Чанг Кај-шек је 1933. године покренуо општу офанзиву како би уништио комунисте и заузео територије које су контролисали. Тада је започео познати Дуги марш, током којег се у року од године дана главнина бораца Црвене армије пребацила на сигурније подручје, на север Кине.
По окупацији дела Кине од стране империјалног Јапана 1937. године, комунисти су формирали примирје с Куоминтангом и укључили се у борбу против окупатора. Упркос томе, Куоминтанг је већ од 1939. почео да ограничава ширење утицаја комуниста, што је доводило до честих сукоба. Након завршетка окупације 1945, грађански рат је настављен и комунисти су победили националисте до 1949. године.
КП Кине је у почетку одржавала добре односе са Совјетским Савезом, али је политика дестаљинизације захладила односе кинеских комуниста са совјетскима. Коначни разлаз између две партије званично се десио 1960. године. У тражењу сопственог пута кроз социјализам и унутарпартијских борби, КП Кине је пролазила кроз потресна раздобља, као што је била Културна револуција.
Након Маове смрти 1976, унутар партије се испољила реформистичка струја предвођена Денгом Сјаопингом, која је 1982. године увела Кину у ново раздобље увођења тржишне економије. Ове реформе омогућиле су убрзани раст стандарда и развој економије.
Године 2012, после доласка на чело КП Кине Си Ђинпинга, партија усваја нову идеологију „Мисао Си Ђинпинга", и он постаје најмоћнији лидер НРК и КП још од Мао Цедунга.

## Идеологија
Марксизам-лењинизам је била прва званична идеологија КПК. Према КПК, „марксизам–лењинизам открива универзалне законе који управљају развојем историје људског друштва.“ За КПК, марксизам–лењинизам пружа „визију противречности у капиталистичком друштву и неизбежности будућности социјалистичких и комунистичких друштава“. Према „Народном дневнику”, мисао Мао Цедунга је „примена и развој марксизма–лењинизма у Кини“. Мисао Мао Цедунга није осмислио само Мао Цедунг, већ и водећи партијски званичници, наводи новинска агенција „Синхуа”.
Теорија Денг Сјаопинга је додата у партијски устав на 14. националном конгресу 1992. године. Концепти „социјализам са кинеским карактеристикама“ и „примарна фаза социјализма“ су главна обележја теорије. Теорија Денг Сјаопинга се може дефинисати као уверење да државни социјализам и државно планирање нису по дефиницији комунистички, и да су тржишни механизми класно неутрални. Поред тога, странка треба динамично да реагује на промену ситуације; да би се знало да ли је одређена политика застарела или не, партија је морала да „тражи истину у чињеницама” и да следи слоган „пракса је једини критеријум истине”. На 14. националном конгресу, Ђанг Цемин је поновио Денгову мантру да је непотребно питати да ли је нешто социјалистичко или капиталистичко, јер је важан фактор да ли функционише.
„Три представника“, допринос Ђанг Цемина партијској идеологији, партија је усвојила на 16. националном конгресу. Три представника дефинишу улогу КПК и наглашавају да Партија увек мора представљати захтеве за развој кинеских напредних производних снага, оријентацију кинеске напредне културе и фундаменталне интересе огромне већине кинеског народа.“ Одређени сегменти унутар КПК су критиковали „Три представника” као немарксистичке и издају основних марксистичких вредности комунистички начин производње, како су га формулисали ранији комунисти, био је сложенији него што је било увиђавно, и да је бескорисно покушавати да се форсира промена начина производње, који је морао да се развија природно, следећи „економске законе историје.“ Теорија је најистакнутија по томе што је омогућила капиталистима, који се званично називају „нови друштвени слојеви“, да се придруже партији на основу тога што су се бавили „поштеним радом и радом“ и својим радом допринели „грађењу социјализма са кинеским карактеристикама.“
2003. године, 3. пленарна седница 16. централног комитета осмислила је и формулисала идеологију Научног погледа на развој. Сматра се да је то Ху Ђинтаов допринос званичном идеолошком дискурсу. Научни поглед на развој укључује научни социјализам, одрживи развој, социјално благостање, хуманистичко друштво, повећану демократију и, на крају, стварање социјалистичког хармоничног друштва. Према званичним изјавама КПК, концепт интегрише „марксизам са стварношћу савремене Кине и са основним карактеристикама нашег времена, и у потпуности отелотворује марксистички поглед на свет и методологију развоја.“
Мисао Си Ђинпинга о социјализму са кинеским карактеристикама за нову еру, опште позната као мисао Си Ђинпинга, додата је у партијски устав на 19. националном конгресу 2017. године. Главни елементи теорије су сажети у десет афирмација, четрнаест обавеза и тринаест области достигнућа.

## Лидери
Између 1921. и 1943. године, вођа КП Кине носио је назив Генерални секретар.
- Чен Дусју, 1921 — 1922. и 1925 — 1927.
- Ћу Ћубај, 1927 — 1928.
- Сјанг Џунгфа, 1928 — 1931.
- Ли Лисан (в.д), 1929 — 1930.
- Ванг Минг (в.д), 1931.
- Бо Гу (в.д), 1932 — 1935.
- Чанг Венцијан (в.д), 1935 — 1943.

Године 1943, уведена је функција Председник КП Кине.
- Мао Цедунг, 1943 — 1976.
- Хуа Гуофенг, 1976 — 1981.
- Ху Јаобанг, 1981 — 1982.

Године 1982, укинута је функција Председник КП Кине и поновно уведена Генерални секретар.
- Ху Јаобанг, 1982 — 1987.
- Џао Цијанг, 1987 — 1989.
- Ђанг Цемин, 1989 — 2002.
- Ху Ђинтао, 2002 — 2012.
- Си Ђинпинг, 2012 —